# جدول محوری
جدول محوری (به انگلیسی: Pivot table) نوعی جدول محاوره‌ای در اکسل یا اکسس مایکروسافت است که می‌تواند مجموعه یکسانی از داده‌های یک فهرست یا بانک اطلاعاتی را با بیش از یک آرایش نشان دهد.
کاربران برای مقاصد تحلیلی خود می‌توانند سطرها و ستون‌های این جدول را جهت مشاهده یا خلاصه کردن اطلاعات به روش‌های مختلف، مدیریت کنند. هر گزارش جدول محوری در اکسل، پایه و اساس ایجاد یک گزارش جدول محوری است که داده‌ها را به صورت نمودار نمایش می‌دهد.